# 旭公園 (北見市)
旭公園（あさひこうえん）は、北海道北見市にある公園（運動公園）。

## 概要
旧留辺蘂町のスポーツ拠点として整備され、『第44回国民体育大会』（はまなす国体）弓道競技や『笹川良一杯全国選抜ゲートボール大会』を開催している。また、ラグビーをはじめとしたスポーツ合宿地に選ばれている。
隣接する八方台森林公園にはパークゴルフ場、キャンプ場、バーベキュー施設、宿泊施設「ぱるむ」、スキー場が整備されている。

## 施設
第一野球場
- 面積18,448m²、両翼90m、センター113m、5,000人収容[8]

第二野球場
- 面積12,000m²、両翼85m、センター96m[8]

多目的グラウンド（旧陸上競技場）
- 面積23,500m²、1周400m、6コース[8]

庭球場
- 面積10,500m²、クレイコート4面、夜間照明有[8]

総合グラウンド
- 面積22,512m²、ソフトボール3面、サッカー・ラグビー1面、ゲートボール2面、夜間照明有[8]

北見市留辺蘂町体育館
- 鉄筋コンクリート造2階建、1980年（昭和55年）3月31日完成[9]
- 面積2,856.583m²（1階2,511.230m²、2階345.353m²）、アリーナ、幼児体育室（会議室）、小体育室、トレーニング室、ランニングコース、観覧席[9]

北見市留辺蘂町弓道館
- 鉄骨造[10]
- 面積近的射場451.622m²、近的的場71.95m²、遠的射場189.48m²、遠的的場22.68m²（近的18人立、遠的12人立）[10]

旭運動公園こもれびハウス
- バーベキューハウス[11]

## 隣接施設
北見市留辺蘂町八方台森林公園
- パークゴルフ場
  - 4コース（36ホール）[12]
    - えぞまつコース（415m、9ホール）[12]
    - あかしあコース（515m、9ホール）[12]
    - からまつコース（455m、9ホール）[12]
    - しらかばコース（435m、9ホール）[12]
- 歩くスキーコース
- 休養施設ぱるむ
  - 1階：ホール、事務室、管理人室、部屋1室、食堂兼研修室、トイレ（男女別、身障者用有）[13]
  - 2階：部屋5室、トイレ（男女別）、風呂（男女別）、洗面所、洗濯室[13]
- キャンプ場
  - バーベキューハウス2棟、かまど・炊事場各1棟、木製遊具、トイレ[13]

北見市留辺蘂町八方台スキー場
- ファミリーコース2本（Aコース、Bコース）[14]
- 初心者コース1本[14]
- ペアリフト1基（460m）[14]
- ロッジ（休憩フロア、トイレ、ワックスルームなど）[14]
- 駐車場（約200台）[14]

## 町名としての旭公園
旭公園の周辺は、留辺蘂町旭公園という地区として留辺蘂市街地の一角を形成している。
地区中央に旭公園が所在し、地区北端は国道39号、東端は国道242号に接する。

### 施設
- 旭公園
- 八方台森林公園・スキー場
- 北見地区消防組合留辺蘂支署
- 留辺蘂旭簡易郵便局
- 北見市留辺蘂町葬斎場
- ツルハドラッグ北見留辺蘂店
- セイコーマートるべしべ店
- 北海道留辺蘂高等学校

## 参考資料
- “北見市都市公園条例”. 北見市例規集.   北見市 (2014年). 2015年6月16日閲覧。
- “北見市都市公園管理規則”. 北見市例規集.   北見市 (2014年). 2015年6月16日閲覧。
- “北見市都市公園一覧”. 北見市例規集.   北見市 (2014年). 2015年6月16日閲覧。
- “北見市留辺蘂町体育館条例”. 北見市例規集.   北見市 (2010年). 2015年6月22日閲覧。
- “北見市留辺蘂町体育館管理規則”. 北見市例規集.   北見市 (2015年). 2015年6月22日閲覧。
- “北見市留辺蘂町弓道館条例”. 北見市例規集.   北見市 (2010年). 2015年6月22日閲覧。
- “北見市留辺蘂町弓道館管理規則”. 北見市例規集.   北見市 (2013年). 2015年6月22日閲覧。
- “北見市留辺蘂町旭運動公園総合グラウンド条例”. 北見市例規集.   北見市 (2010年). 2015年6月22日閲覧。
- “北見市留辺蘂町旭運動公園総合グラウンド管理規則”. 北見市例規集.   北見市 (2013年). 2015年6月22日閲覧。